# Lower Lemington
Lower Lemington är en by i civil parish Batsford, i distriktet Cotswold, i grevskapet Gloucestershire i England. Byn är belägen 2 km från Moreton-in-Marsh. Lower Lemington var en civil parish fram till 1935 när blev den en del av Batsford. Civil parish hade 50 invånare år 1931. Byn nämndes i Domedagsboken (Domesday Book) år 1086, och kallades då Lemingtune/Limentone.